# Chronologia starożytnego Bliskiego Wschodu
Chronologia starożytnego Bliskiego Wschodu – kolejność następowania po sobie wydarzeń, lat panowania władców i dynastii Bliskiego Wschodu na przestrzeni ok. 3 tysięcy lat p.n.e.

## Periodyzacja
W chronologii starożytnego Bliskiego Wschodu wyróżnia się następujące okresy:
1. Wczesna epoka brązu
Okres panowania władców i dynastii, który został określony na podstawie Sumeryjskiej listy królów, poza kilkoma przypadkami potwierdzonymi epigraficznie (np. Enmebaragesi). Dla tego okresu przypisanie dat absolutnych możliwe jest z dokładnością nie większą niż stulecie.
2. Środkowa i późna epoka brązu
Począwszy od imperium akadyjskiego ok. 2300 p.n.e., dane chronologiczne stają się wewnętrznie bardziej spójne. W tym okresie dosyć dokładnie można prześledzić kolejność panowania władców oraz pojawiają się pierwsze możliwości synchronizacji dat pomiędzy dziejami Mezopotamią, Lewantem oraz chronologią starożytnego Egiptu. Przypisanie dat absolutnych wydarzeniom z tego okresu jest nadal problematyczne – konwencjonalna „średnia chronologia” datuje zdobycie Babilonu przez Hetytów na 1595 p.n.e., zaś w „chronologii krótkiej” tą datą jest 1531 rok p.n.e.
3. Schyłkowa epoka brązu
Końcowy etap epoki brązu na Bliskim Wschodzie określa się „wiekami ciemnymi”, które rozpoczęły się wraz z upadkiem babilońskiej III dynastii (kasyckiej) ok. 1200 p.n.e., inwazją Ludów Morza i upadkiem państwa Hetytów.
4. Wczesna epoka żelaza
Początek tego okresu datuje się na ok. 900 p.n.e. Dzięki działalności władców imperium nowoasyryjskiego na Bliskim Wschodzie zachowała się duża liczba źródeł historycznych, co pozwala na ustalanie dat absolutnych z dużo większą dokładnością. Klasyczne źródła takie jak Kanon Ptolemeusza, prace Berossosa i hebrajska Biblia stanowią chronologiczne wsparcie i dostarczają dodatkowych synchronizmów. Zaćmienie Słońca w 763 p.n.e. pozwala zakotwiczyć Asyryjską listę eponimów.

## Warianty chronologii epoki brązu

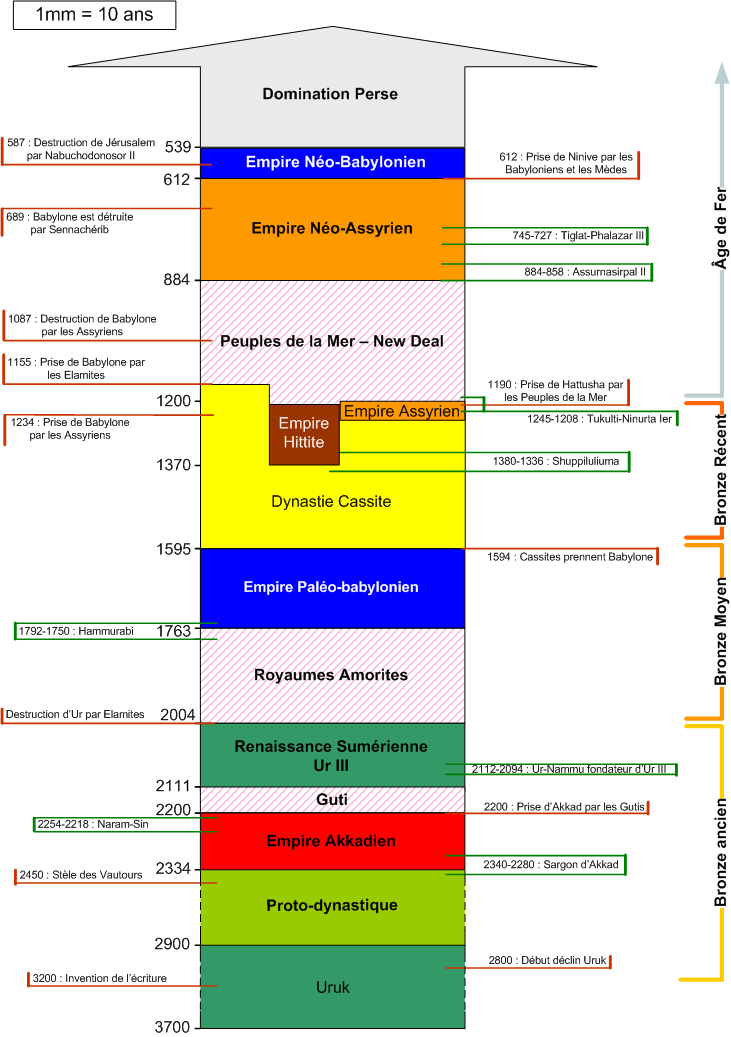
Średnia chronologia głównych potęg epoki

Mała liczba źródeł chronologicznych w „wiekach ciemnych” sprawia, że chronologia epoki brązu na Bliskim Wschodzie w czasach przed III dynastią babilońską jest niepewna – można dla tych czasów określić chronologię względną (tzn. ile lat mijało między różnymi wydarzeniami), ale niemożliwa do ustalenia jest chronologia absolutna, a więc precyzyjne daty.
Różnice w ocenie długości trwania „wieków ciemnych” wynoszą od 56 do 64 lat. Dzieje się tak dlatego, że głównym źródłem dla tych dat jest tabliczka Wenus z czasów Ammi-saduqi, a z kolei Wenus jest widoczna w cyklu 56/65 lat. Nowsze prace sugerują przyjęcie podstawowego cyklu ośmioletniego jako lepszej miary. Inne próby zakotwiczenia chronologii przy użyciu zapisów o zaćmieniach i innych metod nie zyskały większego poparcia. Alternatywne chronologie są konstruowane w oparciu o datę 8. roku panowania Ammisaduqi, króla Babilonu. Ten wybór z kolei określa daty panowania Hammurabiego
Statusem bardziej prawdopodobnej cieszy się krótka chronologia (według której zdobycie Babilonu przez Hetytów miało miejsce w 1531 p.n.e.), użyta również w tym artykule, choć zmieniało się to na przestrzeni lat. W starszej literaturze najczęściej spotykana jest chronologia średnia (zdobycie Babilonu datowane na 1595 p.n.e.). Niektórzy naukowcy całkowicie dyskredytują wartość chronologiczną Wenusowej tabliczki Ammi-saduqi.
Poniższa tabela przedstawia zarys rywalizujących propozycji. Zawiera kilka kluczowych dat i ich względne odchylenie od krótkiej chronologii:
| Chronologia  | 8 rok panowania Amisaduqi | Panowanie Hammurabiego | Upadek Babilonu | ±       |
| ------------ | ------------------------- | ---------------------- | --------------- | ------- |
| Ultra-Krótka | 1542 p.n.e.               | 1696–1654 p.n.e.       | 1499 p.n.e.     | +32 l.  |
| Krótka       | 1574 p.n.e.               | 1728–1686 p.n.e.       | 1531 p.n.e.     | ±0 l.   |
| Średnia      | 1638 p.n.e.               | 1792–1750 p.n.e.       | 1595 p.n.e.     | −64 l.  |
| Długa        | 1694 p.n.e.               | 1848–1806 p.n.e.       | 1651 p.n.e.     | −120 l. |

Chronologie Mezopotamii, Lewantu i Anatolii w dużej mierze opierają się na chronologii starożytnego Egiptu. Tym samym wszystkie problemy egipskiej chronologii mają przełożenie na chronologie bazujące na synchronizmach ze starożytnym Egiptem.

## Źródła danych chronologicznych

### Inskrypcje
Na obszarze od Anatolii po Egipt odnaleziono tysiące tabliczek z pismem klinowym. Choć wiele z nich ma charakter czysto użytkowych spisów i obliczeń, tabliczki te, wraz z inskrypcjami na budowlach i monumentach, stanowią główne źródło informacji chronologicznej dla starożytnego Bliskiego Wschodu.

#### Zasadnicze problemy
- Stan zachowania – niektóre obiekty, jak te które można oglądać w Luwrze, czy British Museum zachowały się w świetnym stanie. Jednak większość tabliczek i inskrypcji znajdowała się w stanie dużo gorszym. Niektóre z nich odnaleziono połamane i z brakującymi elementami. Część z nich była intencjonalnie zatarta, lub uszkodzona na skutek warunków atmosferycznych lub przebywania pod ziemią. Niektóre nie zostały wypalone w starożytności i należało je traktować z największą ostrożnością zanim zostały odpowiednio zakonserwowane[3].

- Pochodzenie – miejsce znalezienia zabytku to ważne źródło informacji dla archeologów. Jednakże pojawiają się dwa problemy. Po pierwsze, stare materiały były często używane powtórnie, jako budulec lub wypełnisko, częstokroć w dużej odległości od pierwotnego miejsca pochodzenia. Po drugie, plądrowanie stanowisk archeologicznych było powszechnym procederem co najmniej od czasów rzymskich. Pochodzenie takich przedmiotów jest bardzo trudne, a czasem wręcz niemożliwe do określenia.

- Różnorakie wersje – z czasem najważniejsze dokumenty, jak np. Sumeryjska lista królów, były kopiowane. W wyniku tego istnieje wiele różnych wersji niektórych źródeł chronologicznych. Określenie, które wersja jest właściwa może być bardzo trudne[4].

- Tłumaczenie – tłumaczenie tekstów klinowych napotyka trudności, zwłaszcza jeśli weźmie się pod uwagę, że często materiał źródłowy jest uszkodzony. Ponadto wiedza na temat zasadniczych języków takich jak akadyjski czy sumeryjski rozwija się, co może powodować różnice w tłumaczeniach dokonanych na przestrzeni lat. W rezultacie mogą pojawić się uzasadnione spory na temat przetłumaczonych treści. Sytuację komplikuje fakt, że wiele znalezisk archeologicznych nie zostało jeszcze opublikowanych i/lub przetłumaczonych.

- Język propagandy – wiele ważnych dokumentów źródłowych, takich jak Asyryjska lista królów, to wytwory oficjalnej władzy, świeckiej bądź religijnej. Często ich treść była redagowana propagandowo, na korzyść ówcześnie panującego władcy czy głównego bóstwa panteonu. Król mógł nawet przypisać sobie zasługi swojego poprzednika takie jak zwycięstwo w bitwie, czy budowa świątyni lub pałacu.

#### Mezopotamskie listy królów
Tradycją na starożytnym Bliskim Wschodzie było przechowywanie historycznych list panujących.
- Sumeryjska lista królów

Obejmuje okres od władców Mezopotamii „sprzed potopu” aż do upadku Dynastii z Isin. To jedyne źródło danych chronologicznych w przypadku wczesnych państw-miast. Problem sprawia to, iż lista przypisuje wielu wczesnym władcom fantastyczne i nieprawdopodobne długości rządów. Pojawiła się koncepcja, że jest to wynik błędu skryby przy przepisywaniu z systemu 60-tkowego jakim posługiwali się Sumerowie na system dziesiętny którego używali późniejsi Akadyjczycy.
- Babilońskie listy królów, wymieniające władców rządzących Babilonią:

– Babilońska lista królów A
– Babilońska lista królów B
– Babilońska lista królów C
– Urucka lista królów
– Babilońska lista królów okresu hellenistycznego
- Asyryjska lista królów

Odnaleziona w kilku kopiach, wymienia wszystkich władców Asyrii i długości ich panowania wstecz aż do „mgieł czasu”. Racjonalne długości panowania pojawiają się ok. XIV wieku p.n.e. W połączeniu z różnymi asyryjskimi kronikami Asyryjska lista królów osadza w datach bezwzględnych chronologię 1. tysiąclecia p.n.e.

#### Kroniki
Wiele kronik zostało odnalezionych na Bliskim Wschodzie. Większość z nich jest fragmentaryczna, ale w połączeniu z innymi źródłami, dostarczają bogatych danych chronologicznych.
- Kronika synchronistyczna – znaleziona w bibliotece Aszurbanipala w Niniwie. Opisuje interakcje pomiędzy imperiami Asyryjskim i Babilońskim z punktu widzenia Asyryjczyków. Mimo swej użyteczności, powszechnie uznawana jest za nierzetelną[10].

- Kronika P – mimo niekompletności tabliczka ta zawiera ten sam zakres informacji co Asyryjska Kronika Synchronistyczna, ale z babilońskiego punktu widzenia[11].

- Kronika władców Lagasz – Sumeryjska lista królów nie zawiera żadnej wzmianki o Lagasz, choć była to jedna z ważniejszych sił w okresie opisywanym przez listę. Kronika władców Lagasz mogła być próbą zmiany tej sytuacji – wymienia ona listę władców Lagasz w formie kroniki[12]. Niektórzy naukowcy utrzymują, że kronika jest parodią Sumeryjskiej listy królów, lub że została w całości sfabrykowana[13].

#### Inskrypcje królewskie
Ważne osobistości z kręgu władzy na starożytnym Bliskim Wschodzie chętnie informowały o swej działalności publicznej. Świątynie, budowle i statuy wzniesione przez władcę często posiadały jakiś rodzaj inskrypcji wymieniających imię króla. Dokumentowano również ważne osiągnięcia, takie jak wygrane bitwy, zdobyte tytuły lub przychylność bóstw, za pomocą inskrypcji publicznych, które dzięki temu są pomocne w śledzeniu przebiegu rządów władcy.

#### Listy nazw rocznych
W odróżnieniu od nowożytnych, większość starożytnych kalendarzy bazowała na długości panowania władcy.
Dany rok mógł być np.: „5 rokiem panowania Hammurabiego”. W ten sposób każdy rok panowania mógł mieć również nadaną nazwę, np.: „rok w którym zostało pokonane Ur”. Najczęściej nazwa opiewała dokonania władcy. Kompilacja tych nazw to lista nazw rocznych.

#### Asyryjskie listy i kroniki eponimów
W Asyrii w każdym roku panowania władcy mianowano urzędnika królewskiego nazywanego limmu. Odnaleziono wiele kopii list zawierających spis kolejnych limmu. Niektóre szczegóły pozostają jednak niejasne – niekiedy na okres panowania danego władcy przypada zbyt wiele lub zbyt mało limmu lub różne wersje list eponimów podają imiona różnych limmu dla tych samych lat.

#### Zapiski handlowe, dyplomatyczne, księgowe
Treść zachowanych tabliczek klinowych jest niezmiernie różnorodna – niektóre z nich to dokumenty dyplomatyczne, inne pełniły funkcję dokumentacji handlowej (np. listy przewozowe towarów). Większość z nich była wyrzucana gdy była już niepotrzebna, lecz wiele z nich zachowało się w dobrym stanie, nawet jeśli posłużyły jako materiał wtórny – np. jako wypełnisko ściany w nowej konstrukcji. Przykładem są tzw. listy z Amarna – tabliczki klinowe znalezione w Amarnie w Egipcie, mieście faraona Echnatona. Były one zapisane głównie po akadyjsku – języku ówczesnej dyplomacji. W tekstach wymienionych jest kilku władców bliskowschodnich, w tym królowie Asyrii i Babilonu. Przy założeniu, że władcy zostali poprawnie zidentyfikowani, pozwala to na połączenie chronologii starożytnego Bliskiego Wschodu i Egiptu, przynajmniej od połowy 2 tysiąclecia p.n.e.

### Źródła klasyczne
Mamy do dyspozycji kilka źródeł z okresu klasycznego
- Berossos

Berossos był Babilońskim astronomem żyjącym w okresie hellenistycznym. Spisał on historię Babilonu. Jego dzieło nie dotrwało do naszych czasów. Na szczęście fragmenty jego pracy zachowały się w pracach innych klasycznych autorów.
- Kanon Ptolemeusza lub Kanon królów

Ta księga dostarcza na listę władców od okresu ok. 750 p.n.e. i dalej przez okres perski i rzymski w kontekście astronomicznym. Jest ona używana przy określaniu chronologii 1. tysiąclecia.
- Hebrajska Biblia

Pomimo iż jej tekst nie był wyryty w glinie, a sama Biblia nie musiała być odkopywana przez archeologów, ma ona długą tradycję wykorzystywania jako źródło chronologiczne. Ponadto Hebrajczycy żyli na terytorium dokładnie na szlakach pomiędzy Babilonią, Asyrią, Egiptem i Hetytami. Biblia głównie używana jest w badaniach nad 1. tysiącleciem p.n.e. oraz nad Imperium neo-asyryjskim.

### Źródła astronomiczne
- Tabliczka Wenus z czasów Ammi-saduqi

Zapiski na temat wędrówki Wenus po nieboskłonie w czasie panowania króla z Pierwszej Dynastii Babilońskiej. Na tej podstawie różni badacze zaproponowali daty upadku Babilonu na podstawie 56/64 letniego cyklu Wenus. Wspominana niedawne badania sugerują, że podstawowy 8-letni cykl Wenus byłby lepszą metryką, co z kolei prowadzi do propozycji „ultra-krótkiej” chronologii.
- Zaćmienia

Pewna liczba zaćmień księżyca i słońca było proponowanych jako wsparcie dla datowania starożytnego Bliskiego Wschodu. W wielu przypadkach nie jest pewne czy tekst faktycznie referuje do aktualnego rzeczywistego zjawiska zaćmienia. W tym punkcie jest tylko kwestią stworzenia komputerowego modelu, aby stwierdzić kiedy w danym miejscu zaćmienie było widoczne. Dodatkowym problemem mogą tu być problemy w modelowaniu spowolnionej rotacji Ziemi, Delta T. Ważnym wydarzeniem było asyryjskie zaćmienie Słońca (tzw. zaćmienie Bur-Sagale), które możemy znaleźć w asyryjskich kronikach eponimów – „Bur-Sagale z Guzany, zamieszki w mieście Aszur, w miesiącu simānu miało miejsce zaćmienie Słońca”. Wydaje się, że to zaćmienie możemy solidnie datować na 15 czerwca 763 BC. Innym ważnym wydarzeniem jest Zaćmienie podwójne Słońca/Księżyca z okresu III dynastii z Ur za panowania Szulgiego. Większość wyliczeń i datowania na podstawie zaćmień zakłada, że tabliczka Wenusowa Ammi-saduqi jest pewnym źródłem.

### Dendrochronologia
Dendrochronologia wykorzystuje zmienne wzorce wzrostu drzew, widoczne w słojach, dla budowy chronologicznej linii czasu. W chwili obecnej nie istnieje ciągła chronologia oparta na dendrochronologii dla starożytnego Bliskiego Wschodu. Na podstawie drzew z Anatolii stworzono nieskorelowaną chronologię dla epok brązu i żelaza. Dopóki nie uda się stworzyć ciągłej sekwencji, zastosowanie dendrochronologii w chronologii starożytnego Bliskiego Wschodu pozostanie ograniczone Problem w połączeniu tej chronologii z czasami współczesnymi leży głównie w okresie rzymskim, dla którego wprawdzie znaleziono kilka dobrych próbek drewna, natomiast niektóre z nich okazały się być importowane spoza terenu Bliskiego Wschodu.

### Datowanie radiowęglowe
Podobnie jak dla Egiptu, tak i dla wschodniej części basenu Morza Śródziemnego, daty radiowęglowe są o jedno lub dwa stulecia wcześniejsze od tych proponowanych przez archeologów. Nie wiadomo które wskazania są poprawne, jeśli w ogóle którekolwiek są. Były proponowane różne mechanizmy dla wyjaśnienia możliwych odchyleń datowania radiowęglowego. Pojawiła się teoria, że daty opierające się na źródłach archeologicznych są za późne. Na razie jest to kwestia nierozstrzygnięta. Rozrzut z akceleratora cząstek bazujący na technikach datowania radiowęglowego może pomóc wyjaśnić sprawę. Innym obiecującym frontem badań jest metoda datowania tynku wapiennego z budowli.

### Synchronizmy

#### Egipt
Co najmniej od czasów Totmesa III, Egipt przejawiał zainteresowanie starożytnym Bliskim Wschodem. Egipt w niektórych okresach okupował część tego terytorium, a w późniejszym okresie dostał się pod okupację asyryjską. Kilka kluczowych synchronizmów:
- Bitwa pod Kadesz, z udziałem Ramzesa II egipskiego faraona (w 5 roku jego panowania) oraz Muwatallisa II, króla Hetytów. Wydarzenie to pojawia się w źródłach zarówno egipskich, jak i hetyckich[25].

- Traktat pokojowy pomiędzy Ramzesem II – faraonem egipskim (w 21 roku jego panowania) a Hattusilisem III królem Hetytów. Również znany ze źródeł Egipskich i Hetyckich[26]

- Zaślubiny Amenhotepa III z córką Szuttarny II władcy Mitanni. Wśród listów amarneńskich znajdujemy wiadomość od faraona do Kadaszman Enlila I z Babilonu (EA1-5). Inne listy amarneńskie łączą Amenhotepa III z Burnaburiaszem II – władcą Babilonu (EA6) oraz Tuszrattą – władcą Mitanni (EA17-29).

- Wiele źródeł wspomina o zaślubinach Echnatona z córką Tuszratty – władcy Mitanni (podobnie jak zaślubiny jego ojca Amenhotepa III).

- Amenhotep IV korespondował z Burnaburiaszem II z Babilonu (EA7-11,15), i Aszuruballitem I z Asyrii (EA15-16)

#### Dolina Indusu
Jest wiele dowodów na to, że cywilizacja doliny Indusu utrzymywała kontakty handlowe z regionem Bliskiego Wschodu. Przedstawienia możemy odnaleźć na pieczęciach glinianych z okresu III dynastii z Ur oraz innych znalezionych w rejonie Zatoki Perskiej. Ponadto jeśli uznamy, że kraj Meluhha znany nam z tekstów rzeczywiście odpowiada dolinie Indusu, to będziemy dysponowali dużą liczbą zapisów handlowych począwszy od imperium akadyjskiego aż do I dynastii babilońskiej.

#### Thera i wschodni basen Morza Śródziemnego
Dobra eksportowane z Grecji znalazły swoją drogę na Bliski Wschód i do Egipt, czy bezpośrednio przez Anatolię lub via wyspę Cypr
Hetycki król, Tudhalija IV zajął nawet Cypr w ramach blokady gospodarczej Asyryjczyków.
Erupcja wulkanu na Therze być może stanowi cezurę czasową dla regionu. Przy tak dużej erupcji, bezpośrednio warstwy popiołu zaległy na terenie Anatolii, w okolicy na morzu pojawił się pumeks. Pumeks ten pojawił się w Egipcie, z pewnością na skutek handlu co pośrednio pozwala ustalać datowanie. Bieżące wykopaliska w Lewancie mogą również dać możliwość powiązań z tym wydarzeniem. Niestety, dokładna data erupcji wulkanu pozostaje kwestią zażartego sporu pomiędzy ekspertami od datowania radiowęglowego, datującymi wybuch na 1610 p.n.e., a archeologami proponującymi datę 1470 p.n.e.